# Laurellska skolan i Helsingfors
Laurellska skolan, även Lavan, var ett svenskspråkigt läroverk för flickor i Helsingfors 1870–1971. Skolan fick namnet Laurellska skolan officiellt år 1959, av Viktoria Laurell som var rektor för skolan i sammanlagt 29 år. Skolan hette även Sahlbergska skolan (1870–1890) och Svenska privata läroverket för flickor i Helsingfors (1890–1959). År 1966 flyttade skolan stegvis till Kyrkslätt och blev samskola.  

## Historia
Skolan grundades 1870 med namnet Sahlbergska skolan som fyraårig och utvidgades senare till sjuårig. Skolan hade en kristen-humanistisk syn på utbildning. 
År 1890 blev Victoria Laurell rektor och samma år ändrades namnet till Svenska privata läroverket för flickor i Helsingfors. Skolledaren Victoria Laurell hade en betydande roll för skolan. År 1900 blev skolan nioårig och förberedande inför universitet. 1905 fick skolan dimissionsrätt till universitetet. Laurell köpte en egen skolbyggnad åt skolan på Kyrkogatan år 1906. Skolans ledning beslöt 1953 att grunda en stiftelse med Laurells namn, som övertog såväl skolan som fastigheten. Victoriastiftelsen har sedan 1977 delat ut stipendier till främst svenskspråkiga unga kvinnor.
Skolans hette Laurellska skolan år 1959–1966.
Skolan var verksam i Kronohagen vid Fredsgatan 2 (1870–1889), Mariegatan 10 (1875), Kyrkogatan 10 (1889–1928) och Riddaregatan 5 (1928–1968). Riddaregatan 5 har även inhyst Svenska lyceum och Svenska litteratursällskapet i Finland.
Skolan fick 1966 lov att stegvis flytta till Kyrkslätt och blev en samskola med namnet Kyrkslätts samskola. De sista studenterna utdimitterades 1971 på Riddaregatan. 

## Rektorer
- 1870–1888 Mia Sahlberg
- 1889–1890 Ilmi Bergroth
- 1890–1914 Victoria Laurell
- 1914–1917 Gunnar Landtman
- 1917–1922 Viktoria Laurell
- 1922–1925 Gunnar Landtman
- 1925–1959 Greta Langenskjöld
- 1959–1966 Hedvig Rask[2]

## Publikationer om skolan
- Landtman, Gunnar, Vår gamla skolgård och vårt nya bygge, Svenska privata läroverkets årsberättelse 1928, Helsingfors 1928.
- Langenskjöd, Greta, Svenska privata läroverket för flickor 1870–1946, Svenska privata läroverket för gossar och flickor vuosikertomus 1945–1946, Helsingfors 1946.
- Lindholm, Irene, En blick på gångna tider, Svenska Privata Läroverket för Flickor 1945–1946, Helsingfors 1946.
- Sahlbergska skolan, Svenska privata läroverket för flickor, Laurellska skolan 1870–1971, Utg. Laurellska skolans vänner, Helsingfors 1978.